# كريستين فيل
كريستين فيل (بالإنجليزية: Christine Fell)‏ هي فقيهة لغة بريطانية، ولدت في 1938، وتوفيت في 1998.